# Sarah Clarke

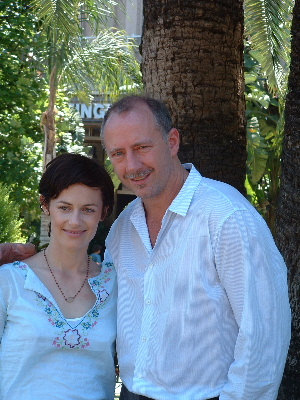
Sarah Clarke und Xander Berkeley am Set von 24 (2003)

Sarah Clarke (* 16. Februar 1972 in St. Louis, Missouri) ist eine US-amerikanische Schauspielerin.

## Leben
Clarke wuchs als Tochter von Carolyn und Ernest Clarke mit zwei Brüdern in Missouri auf. Sie studierte Italienisch und Kunst an der Universität von Indiana. Nach dem Studium jobbte sie als Architektur-Fotografin, in einer Anwaltskanzlei und als Möbelverkäuferin. Nebenher nahm sie Unterricht an der Schauspielschule New York’s Circle in the Square. Für ihr Filmdebüt, den Kurzfilm Pas de deux (2000), wurde sie auf dem Brooklyn Film Festival mit einem Preis für herausragende Darstellung geehrt.
Ihren Durchbruch erzielte sie mit der Rolle der Nina Myers in der Actionserie 24, wofür sie 2002 einen Golden Satellite Award als beste Nebendarstellerin und eine Nominierung für den Screen Actors Guild Award mit dem Schauspielerensemble von 24 für die erste Staffel bekam. In der zweiten und dritten Staffel war sie als Gastrolle ebenfalls dabei. Außerdem spielte sie 2003 in Dreizehn neben Nikki Reed und Vanessa Hudgens.
2005 war sie in einer Folge von Dr. House zu sehen, 2006 hatte sie unter anderem eine Gastrolle in der letzten Episode von Welcome, Mrs. President sowie in der Komödie The Lather Effekt. In Twilight – Biss zum Morgengrauen (2008), Eclipse – Biss zum Abendrot (2010) und Breaking Dawn – Biss zum Ende der Nacht, Teil 1 spielte sie die Rolle von Renée Dwyer, der Mutter von Bella. Von Januar bis April 2009 war sie in der Fernsehserie Trust Me auf TNT zu sehen. Von 2013 bis 2014 übernahm sie eine Rolle in der Serie The Tomorrow People. Von 2015 bis 2018 spielte sie in der Amazon-Krimiserie Bosch die Ex-Frau der titelgebenden Figur.
Seit September 2002 ist sie mit Schauspielkollege Xander Berkeley verheiratet, den sie am Set von 24 kennenlernte. Beide haben zwei gemeinsame Töchter (* 2006, * 2010).

## Filmografie (Auswahl)
- 2001–2004: 24 (Fernsehserie, 36 Episoden)
- 2003: Dreizehn (Thirteen)
- 2005: Dr. House (House, Fernsehserie, Episode 1x14)
- 2006: The Lather Effect
- 2008: Twilight – Biss zum Morgengrauen (Twilight)
- 2009–2011: Men of a Certain Age (Fernsehserie, 4 Episoden)
- 2010: Below the Beltway
- 2010: Bedrooms
- 2010: The Booth at the End (Fernsehserie, 5 Episoden)
- 2010: Eclipse – Biss zum Abendrot (The Twilight Saga: Eclipse)
- 2011: Breaking Dawn – Biss zum Ende der Nacht, Teil 1 (The Twilight Saga: Breaking Dawn – Part 1)
- 2011: Women in Trouble
- 2011–2012: Nikita (Fernsehserie, 3 Episoden)
- 2012: Covert Affairs (Fernsehserie, 10 Episoden)
- 2013: Trust Me (Fernsehserie, 13 Episoden)
- 2013–2014: The Tomorrow People (Fernsehserie, 11 Episoden)
- 2015–2018: Bosch (Fernsehserie, 21 Episoden)
- 2016: Navy CIS (NCIS, Fernsehserie, Episoden 13x23–13x24)
- 2017: Shot
- 2017: Law & Order: Special Victims Unit (Fernsehserie, Episode 18x09)
- 2017: Staring at the Sun
- 2018: The Maestro
- 2018: American Pets
- 2022: Alchemy of the Spirit